# Josef Brandl (Orgelbauer)

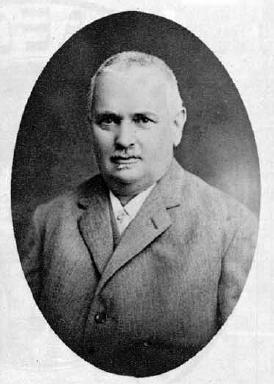
Der Orgelbaumeister Josef Brandl

Josef Brandl (* 15. August 1865 in Eisendorf; † 20. Juni 1938 in Maribor) war ein Orgelbaumeister und Inhaber des Unternehmens Josef Brandls Orgelbau-Anstalt in Marburg an der Drau.

## Leben
Josef Brandl wurde in Eisendorf geboren. Vom 17. Februar 1878 bis 7. Januar 1882 absolvierte er eine Handwerkerlehre bei dem bekannten Orgelbaumeister Jakob Müller im oberbayrischen Rosenheim. Nach vollendeter Lehrzeit arbeitete Brandl als Geselle drei weitere Jahre in diesem Betrieb. Sodann ging er auf Wanderschaft und arbeitete bei dem bedeutenden Orgelbauer Mathias Burkard in Heidelberg und später in den ebenfalls anerkannten Orgelbauwerkstätten in Vorarlberg, bei den Gebrüder Mayer in Feldkirch und Anton Behmann in Schwarzach.
Nach Ablegung der Meisterprüfung wirkte Josef Brandl vorübergehend bei Ludwig Edenhofer im niederbayrischen Regen, bevor er sich im September 1893 in der untersteirischen Stadt Marburg (heute Maribor in Slowenien) niederließ und hier eine moderne Orgelbau-Anstalt gründete.

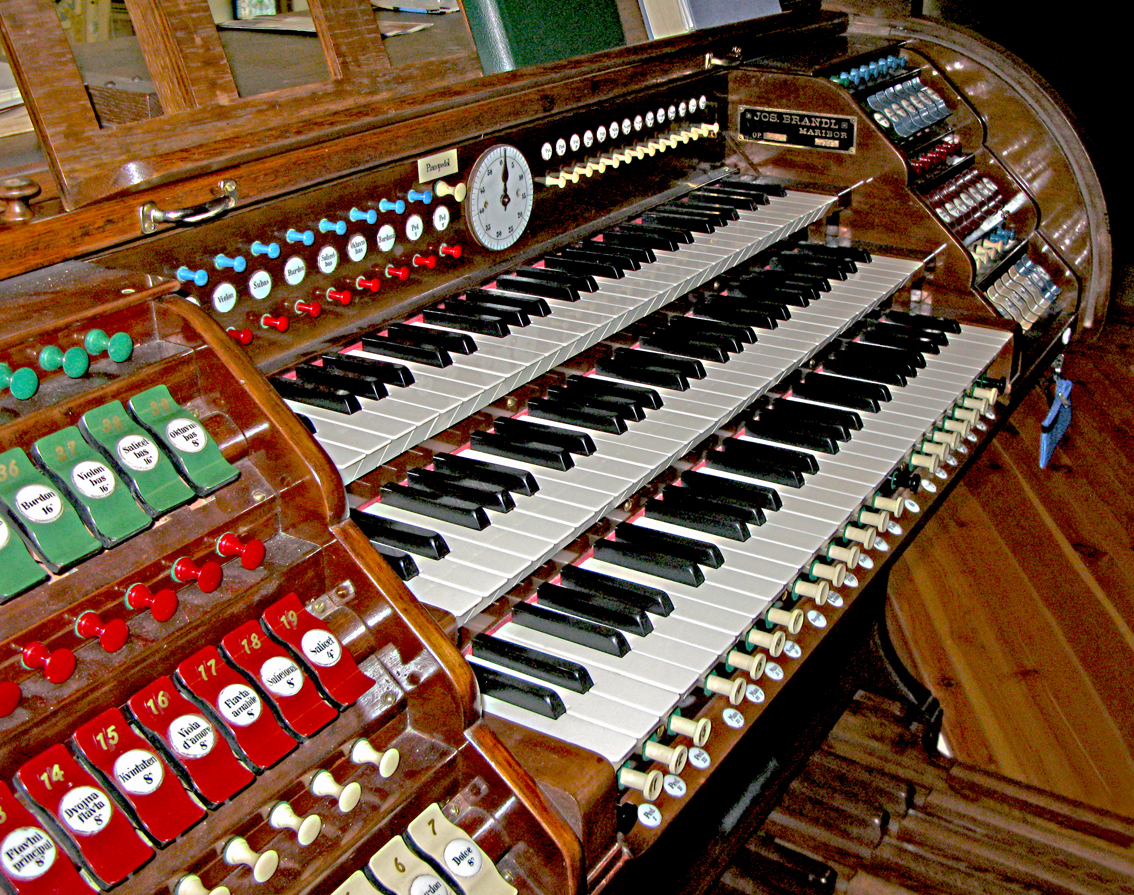
Der Spieltisch der Brandl-Orgel in der Basilika der Muttergottes von Lourdes in Brestanica/Reichenburg in Slowenien

Durch solide Reparatur- und Umbauarbeiten an älteren Orgeln überzeugte Josef Brandl das bischöfliche Ordinariat schnell von seinen Fähigkeiten, sodass sein Unternehmen von Anbeginn an überaus erfolgreich war. In den folgenden Jahren fertigte er hauptsächlich kleinere und mittlere Orgeln für Landkirchen im östlichen Bereich der Diözese Lavant, in der Untersteiermark sowie in den westlichen Komitaten Zala und Warasdin von Ungarn. Bei den Auftraggebern genoss Brandls „Orgelbau Anstalt“ dank zahlreicher technischer Verbesserungen und klanglicher Abstimmungen großes Vertrauen. Josef Brandl baute vornehmlich Orgeln mit romantischer Disposition und pneumatischen Trakturen, insbesondere erreichte er beachtliche Fortschritte bei der Verfeinerung der Kegellade.
In seinem Arbeitsleben fertigte Brandl mit seinen Mitarbeitern nachweisbar 149 Orgeln. Diese sind am Spieltisch mit einem Emailleschildchen versehen, auf dem der Unternehmensname und die fortlaufende Werksnummer (Opus) ersichtlich ist. Seine größten und bekanntesten Instrumente befinden sich in Maribor (Basilika, 1900, 34 Register und Kathedrale, 30 Register) in Brestanica/Reichenburg (Basilika, 1928, 40 Register) und in Dubrovnik (Sv. Vlaha, 1937, Opus 144, 30 Register).

## Werke
| Opus | Jahr    | Ort                                                | Kirche                                                | Bild | Manuale | Register | Bemerkungen |
| ---- | ------- | -------------------------------------------------- | ----------------------------------------------------- | ---- | ------- | -------- | --- |
|      | 1894    | Pernica (St. Margarethen an der Pesnitz)           | Pfarrkirche St. Margarethe                            |      | I/P     | 9        | Vermutlich die erste Orgel von Brandl. |
|      | 1894    | Markovci (St. Marxen)                              | Pfarrkirche St. Markus                                |      | I/P     | 10       | 2007 ersetzt durch eine neue Orgel (Orglarska delavnica Maribor, 25/II+P).                                                                               |
|      | 1894    | Središče ob Dravi (Polstrau)                       | Filialkirche der Schmerzhaften Mutter Gottes          |      | I/P     | 5        | |
|      | 1895    | Varaždin (Warasdin)                                | Kirche St. Nikolaus                                   |      | II/P    | 20       | |
| 9    | 1898    | Slovenska Bistrica (Windischfeistritz)             | Marienkirche                                          |      | I/P     | 11       | |
|      | 1898    | Čadram-Oplotnica (Tschadram-Oplotnitz)             | Pfarrkirche St. Johannes der Täufer                   |      | II/P    | 16       | 1998 restauriert von Anton Škrabl. |
|      | 1898    | Šoštanj (Schönstein)                               | Heilig Geist-Kirche in Ravne                          |      | I/P     | 6        | |
|      | 1899    | Jarenina (Jahring)                                 | Pfarrkirche Hl. Maria                                 |      | I/P     | 10       | |
|      | 1900    | Gornja Radgona (Oberradkersburg)                   | Pfarrkirche St. Peter                                 |      | II/P    | 12       | 1993 ersetzt durch eine neue Orgel (Orglarska delavnica Maribor, 20/II+P).                                                                               |
| 12   | 1900    | Maribor (Marburg)                                  | Basilika der Mutter der Barmherzigkeit (Maribor)      |      | II/P    | 32       | 1992 restauriert und vergrößert von Anton Jenko (nun 3 Manuale und 41 Register) → Orgel                                                                  |
|      | 1900    | Kuzma/Dolič                                        | Pfarrkirche St. Florian                               |      | I/P     | 5        | |
|      | 1901    | Vurberk (Wurmberg)                                 | Pfarrkirche Hl. Maria                                 |      | I/P     | 8        | |
|      | 1901    | Puščava (Maria in der Wüste)                       | Pfarrkirche                                           |      | II/P    | 16       | |
|      | 1901    | Polje ob Sotli (Felddorf)                          | Pfarrkirche St. Nikolaus                              |      | I/P     | 8        | |
|      | 1902    | Leskovec pri Krškem (Haselbach)                    | Pfarrkirche Schmerzhafte Mutter Gottes                |      | II/P    | 13       | 2013 ersetzt durch eine neue Orgel von Anton Škrabl. |
|      | 1902    | Ljutomer (Luttenberg)                              | Pfarrkirche St. Johannes der Täufer                   |      | II/P    | 14       | |
|      | 1903    | Gorišnica                                          | Pfarrkirche St. Margarethe von Antiochien             |      | I/P     | 9        | |
| 28   | 1903    | Ptuj (Pettau)                                      | Stadtpfarrkirche St. Georg                            |      | II/P    | 24       | 1996 restauriert und vergrößert von Anton Jenko (nun 3 Manuale und 37 Register).                                                                         |
| 30   | 1903    | Hoče (Kötsch)                                      | Filialkirche St. Nikolaus                             |      | I/P     | 6        | |
| 38   | 1903    | Vukovina                                           | Pfarrkirche Hl. Jungfrau Maria                        |      |         | 13       | |
|      | 1904    | Sv. Tomaž pri Ormožu (St. Thomas bei Groß Sonntag) | Pfarrkirche St. Thomas                                |      | I/P     | 9        | |
| 44   | 1905    | Tabor                                              | Pfarrkirche St. Georg                                 |      | II/P    | 12       | |
| 45   | 1905    | Kotlje (Köttelach)                                 | Pfarrkirche St. Margarethe                            |      | I/P     | 6        | |
| 46   | 1905    | Malečnik (Malletschnig)                            | Pfarrkirche St. Peter                                 |      | II/P    | 10       | |
|      | 1905    | Cezanjevci (Zesendorf)                             | Pfarrkirche St. Rochus und Sebastian                  |      | I/P     | 6        | |
| 51   | 1906    | Pekrska gorca (Pickerndorf)                        | Kirche Maria Sieben Schmerzen auf dem Kalvarienberg   |      |         | 7        | |
|      | 1906    | Cirkulane                                          | Pfarrkirche St. Barbara                               |      | I/P     | 9        | |
|      | 1906    | Sankt Georgen im Lavanttal                         | Pfarrkirche St. Georgen im Lavanttal                  |      | 1       | 6        | |
| 63   | 1908    | Hoče (Kötsch)                                      | Pfarrkirche St. Georg                                 |      | II/P    | 10       | 1996 ersetzt durch eine neue Orgel (Orglarska delavnica Maribor, 20/II+P).                                                                               |
| 67   | 1908    | Laporje                                            | Pfarrkirche St. Philipp und Jakob                     |      | I/P     |          | 1986 ersetzt durch eine neue Orgel (Anton Jenko, 15/II+P).                                                                                               |
| 70   | 1908-09 | Maribor (Marburg)                                  | Kathedrale von Maribor                                |      | II/P    | 30       | 1981 ersetzt durch eine neue Orgel (Walcker, 37/III+P).                                                                                                  |
| 76   |         | Sv. Martin na Muri                                 | Pfarrkirche St. Martin                                |      |         | 11       | |
|      | 1909    | Cirkovce (Zirkovetz)                               | Pfarrkirche Hl. Maria                                 |      | II/P    | 13       | |
| 78   | 1909    | Straß in Steiermark                                | Pfarrkirche Maria Himmelfahrt                         |      | II/P    | 10       | 2011 renoviert von Andreas Utz. |
| 84   | 1910    | Leutschach                                         | Pfarrkirche Leutschach                                |      | II/P    | 22       | 2013 renoviert von Franz Windtner. |
| 89   | 1910    | Štrigova (in Kroatien)                             | Pfarrkirche St. Maria Magdalena                       |      |         | 10       | |
|      | 1912    | Kamnica (Gams)                                     | Pfarrkirche St. Martin                                |      | I/P     | 10       | 1990 renoviert und teilweise auf mechanische Spieltraktur umgebaut.                                                                                      |
|      | 1913    | Stari trg pri Slovenj Gradcu (Altenmarkt)          | Pfarrkirche St. Radegunde                             |      | II/P    | 10       | 1998 ersetzt durch eine neue Orgel (Orglarska delavnica Maribor, 22/II+P).                                                                               |
| 104  | 1913    | Sveti Miklavž pri Ormožu                           | Pfarrkirche St, Miklavž (Nikolai)                     |      | II/P    | 17       | 1979 Ersetzt durch elektronische Orgel. Das Orgelkabinett ist bis heute geblieben                                                                        |
| 109  | 1913    | Gamlitz                                            | Pfarrkirche St. Peter und Paul                        |      | II/P    | 15       | Abgetragen 1985. |
|      | 1914    | Wundschuh                                          | Pfarrkirche St. Nikolaus                              |      | II/P    | 15       | 1969 von Konrad Hopferwieser auf 21 Register erweitert; 2008 von Christian Hartinger renoviert und mit einem neuen elektrischen Spieltisch ausgestattet. |
|      | 1917    | Bad Radkersburg                                    | Frauenkirche Mariahilf                                |      |         | 8        | |
|      | 1923    | Našice                                             | Franjevačka crkva sv. Antuna Padovanskog              |      |         | 15       | |
|      | 1926    | Velika Polana (Teufelsloch)                        | Herz Jesu Kirche                                      |      | I/P     | 7        | |
| 130  | 1928    | Brestanica (Reichenburg)                           | Basilika Unserer Lieben Frau von Lourdes (Brestanica) |      | III/P   | 40       | 2002/03 restauriert von Simon Kolar. |
|      | 1928    | Cavtat                                             | Kirche Sv. Nikole                                     |      |         | 16       | |
| 132  | 1929    | Starše (Sankt Johann am Draufeld)                  | Pfarrkirche hl. Johannes der Täufer                   |      | II/P    | 11       | 2006 ersetzt durch eine neue Orgel (Škrabl, 18/II+P). |
| 144  | 1937    | Dubrovnik (Ragusa)                                 | Kirche St. Blasius, Sveti Vlaho                       |      |         | 30       | |
| 149  | 1938    | Vransko (Franz)                                    | Pfarrkirche St. Michael                               |      | II/P    | 16       | 1993 ersetzt durch eine neue Orgel (Orglarska delavnica Maribor, 18/II+P) im alten Gehäuse von Brandl.                                                   |
|      |         | Krapina (Grabing)                                  | Franjevački samostan                                  |      |         | 10       | |